# Красный (Курганинский район)
Красный — посёлок в Курганинском районе Краснодарского края. Входит в Михайловское сельское поселение.

## География
Посёлок расположен на берегу реки Синюха в 3 км к северо-западу от окраин станицы Михайловской, в 17 км к северу от Курганинска и в 125 км к востоку от Краснодара. На реке вблизи посёлка образованы крупные пруды.
Имеется подъездная дорога от Михайловской.
Улицы: Заречная, Кирова, Синюхинская, Степная, Чкалова.

## Население
| 2002 | 2010 |
| ---- | ---- |
| 185  | ↘158 |